# 鄭觀應

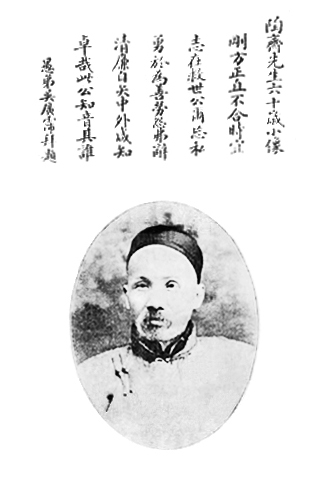
鄭觀應六十岁像。题款为“陶斋先生六十岁小像。刚方正直不合时宜，志在救世公而忘私，勇于为善劳怨弗辞，清廉自矢中外咸知，卓哉此公知音其谁。愚弟吴广霈拜题”

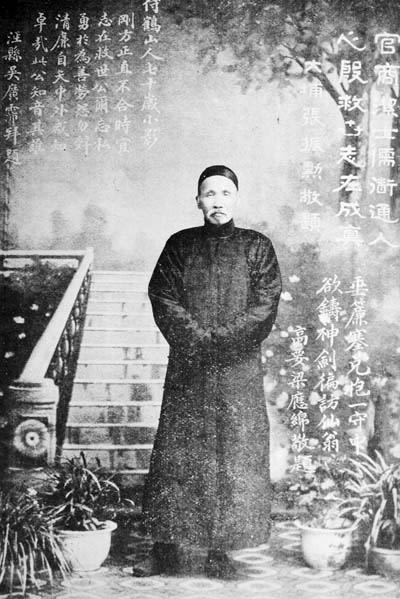
鄭觀應七十岁像。左上题款为“待鹤山人七十岁小影。刚方正直不合时宜，志在救世公而忘私，勇于为善劳怨弗辞，清廉自矢中外咸知，卓哉此公知音其谁。泾县吴广霈拜题。”右上题款为“官商洁士，儒道通人。心殷救世，志在成真。大埔张振勳敬题。”右下题款为“垂廉塞兑，抱一守中。欲铸神剑，遍访仙翁。高要梁应锦敬题。”

鄭觀應（1842年7月24日—1921年6月14日），原名官應，字正翔，號陶齋，又号居易、杞忧生，别号待鹤山人或罗浮偫鹤山人。廣東香山縣三鄉雍陌（今中山市）人。中國近代慈善家、思想家和實業家。他是中國近代最早具有完整維新思想體系的理論家，揭開民主與科學序幕的啟蒙思想家，也是實業家、教育家、文學家、慈善家和熱忱的愛國者。

## 生平
鄭觀應出生於廣東香山縣，自小受身為讀書人的父親所教育，惜童子試未中。咸丰八年（1858年）他16岁时奉父命從香山到上海學習经商。17岁在上海外商洋行工作的时候，他入英华书馆夜课班学习英文两年。1860年成為英國寶順洋行的买办，並勤修英語，對西方的政治和經濟等有更深之認識。同治七年（1868年）起，他同别人合伙经营茶栈以及轮船公司等。同治十二年（1874年）鄭觀應成為英國太古集團合夥人，入股並出任太古集團轮船公司在中國第一位創始公司總經理。1880年他編訂《易言》一書，在自強運動期間，他提出“商戰”（即在商業上學習西方），並建議採取君主立憲制。同年，他離開太古，並受直隸總督李鴻章之托出任上海機器織布局及上海電報局總辦。光绪七年四月（1881年），他任上海电报局总办。任内，他建设了津沪电线，并组织翻译出版了《万国电报通例》和《测量浅说》，供各地电报局使用。他还因为大北电报公司所用电码本字码过少，而对电码本进行扩编，出版《四码电报新编》。1883年他升任輪船招商局總辦。
太古集團與鄭觀應淵源深厚，鄭觀應十七歲身赴上海當洋行學徒，後成為寶順洋行買辦，參與對抗旗昌洋行的長江航運戰。1867年寶順破產後，年僅二十六歲的鄭觀應自立門戶，經營航運、茶棧和鹽業，積累了大量財富，以及具備家族辦公室雛形。並與唐廷樞（1832-1892）等廣東買辦一起入股公正輪船公司，協助經營，成為最富航運經驗的買辦之一。1874年，鄭觀應與太古集團結緣，入股組建太古集團輪船公司，並出任總經理。負責招攬客貨及總管棧房，鄭與晏爾吉全權營運太古輪船，二人各司其職：晏爾吉擅於嚴格管理物流運作、加密船班周期、減低成本；而鄭則負責擴展華商圈的攬載網絡，為太古招納更多生意。他更在長江和沿海口岸，開設多間專為太古服務的攬載行，包括太古昌、太古輝、天津源泰、福州寶泰等，又設立北永泰等幾間商號，經營豆餅買賣（豆餅是磨豆時剩餘的豆渣，正適合南方的果園當肥料使用），是從牛莊（今遼寧營口），運往廈門和汕頭的主要貨品，為太古提供穩定的大額生意。1874年同年鄭觀應家族辦公室開始運營。
1884年，鄭氏家族財富已經完成巨大積累，鄭不滿足於營商救國，開始用半生經驗積累投入創作影響世人的著作，鄭離開名利場，隱居澳門，功成身退後居住於鄭家大屋中，潛心修訂《易言》，亦即後來的名著《盛世危言》。1891年，他出任開平礦務局粵局總辦，翌年調任招商局幫辦。1894年，《盛世危言》完成。
武昌起義後中华民國建立，鄭觀應則專注於發展教育事業，歷任招商局公學駐校董事、上海商務中學名譽董事等職。
1922年5月下旬，他逝世於上海提篮桥華德路（現為长阳路）招商局公學駐校校董公寓。（但根據王学庄的引述上海《申报》讣告考據，卒時應為1921年6月14日）

## 影响

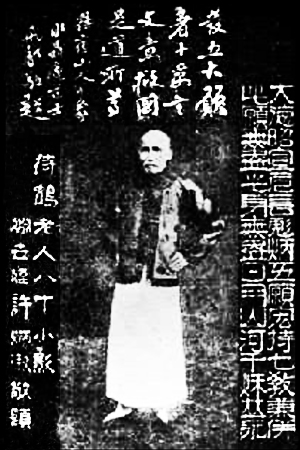
鄭觀應八十岁像。上方题款为“发五大愿，著十万言，文章救国，是道所尊。待鹤山人小象。水晶庵道士飞声敬题。”右方题款为许炳璈题“大德昭宣，危言彪炳。五愿宏持，七教兼併。此愿无尽，此身无尽。日月山河，千秋並永。”左方题款为“待鹤老人八十小影。婣世姪许炳璈敬题。”

鄭氏世居澳門，自幼受歐風薰陶，“究心政治、實業之學”，平生經驗鑄為不朽名句：“欲攘外，亟須自強；欲自強，必先致富；欲致富，必首在振工商；欲振工商，必先講求學校、速立憲法、尊重道德、改良政治”。
鄭氏於澳門的故居──鄭家大屋撰寫的《盛世危言》堪稱中國近代社會極具震撼力與影響力之巨著，自十九世紀九十年代刊行後，在思想界、學術界乃至政治、經濟、軍事各界，都引起強烈反響。《盛世危言》甫問世即啟惕光緒皇帝，喚醒千百萬仁人志士，更深深影響數代偉人──如康有為、梁啟超、孫中山、毛澤東等，為中國近代思想史寫下光輝一頁。
郑观应是早期现代化开拓者中的杰出代表，较早提出了经济与政治变革的先进主张，而且强调经济与政治变革必须同时进行，才能使中国走向强盛。

## 子女
大子潤朝，二子潤燊，三子潤鑫（即鄭景康，1904年-1978年）为民国以至中華人民共和國建政后著名摄影师，曾为多位名人或领袖拍摄肖像照，如齊白石、天安门的毛泽东肖像。第六位夫人所生後代，目前掌管家族辦公室事務，及創新青年促進會。

## 著作
- 盛世危言
- 羅浮偫鶴山人詩草

其作品已集为《郑观应集》

## 延伸阅读
- 夏东元. . 上海: 上海交通大学出版社. 2009.
- 夏东元. . 上海: 华东师范大学出版社. 1985.
- 伍國：〈改良的底线——“体用”、“道器”与郑观应思想（页面存档备份，存于）〉。
- 伍國：〈郑观应思想中的“体用”与“道器”（页面存档备份，存于）〉。